# Yangdeok-dong
Yangdeok-dong (koreanska: 양덕동) är en stadsdel i staden Changwon i provinsen Södra Gyeongsang i den sydöstra delen av Sydkorea, 300 km sydost om huvudstaden Seoul. Den ligger i stadsdistriktet Masanhoewon-gu.
Administrativt är Yangdeok-dong indelat i:
| Namn    | Namn                | Yta i km² | Invånare 31 dec 2018 |
| ------- | ------------------- | --------- | -------------------- |
| 양덕1동 | Yangdeok 1(il)-dong | 0,77      | 12 340               |
| 양덕2동 | Yangdeok 2(i)-dong  | 1,73      | 33 913               |